# John Williams
John Towner Williams (Floral Park, 8 febbraio 1932) è un compositore, arrangiatore, direttore d'orchestra e polistrumentista statunitense, famoso e apprezzato per le numerose colonne sonore cinematografiche. Ha lavorato molto per i registi Steven Spielberg (il cui sodalizio cinquantennale è il più lungo della storia del cinema avendo composto in toto le colonne sonore di ben 28 tra i suoi 35 lungometraggi), George Lucas, Oliver Stone, Delbert Mann, Jean-Jacques Annaud, Mark Robson, Robert Altman, Mark Rydell e Chris Columbus ed è vincitore di cinque premi Oscar per la miglior colonna sonora.
Con 54 nomination agli Oscar, è il secondo individuo più nominato al premio, dopo Walt Disney (59), nonché il candidato più anziano agli Oscar, avendo 92 anni quando ha ricevuto la candidatura più recente agli Oscar.

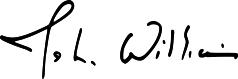
Firma di John Williams

Le sue composizioni sono considerate l'epitome della musica da film, ed è perciò ritenuto come uno dei più grandi compositori della storia. Il suo nome è legato a molte tra le melodie più celebri di Hollywood, dove si è imposto con uno stile caratterizzato da temi di grande immediatezza e suggestione, oltre che con un'orchestra brillante, magnifica e imponente. A Williams si deve il merito di aver portato la musica nel film da una posizione secondaria, di commento ed accompagnamento, a un ruolo di primo piano, determinante anche per il successo della pellicola stessa.
Tra le musiche che ha composto per numerosi film di successo, sono da citare la saga di Star Wars, Indiana Jones, E.T. l'extraterrestre, Lo squalo, Jurassic Park, Salvate il soldato Ryan, Incontri ravvicinati del terzo tipo, Superman, Harry Potter, Sette anni in Tibet, L'impero del sole, Schindler's List - La lista di Schindler, Le avventure di Tintin - Il segreto dell'Unicorno, Hook - Capitan Uncino, Lincoln, I cowboys, The Terminal, Mamma, ho perso l'aereo, per un totale di 366 album di colonne sonore. Nel complesso ha vinto cinque premi Oscar, ventisei Grammy, tre Primetime Emmy Award, quattro Golden Globe, sedici SFMA, un BMI, un Premio Kennedy, quattro Critics'Choice Movie Award for Best Score, due Leone d'oro, tre Emmy, nove Saturn Award, quattro Classic BRIT Award e sette BAFTA solo per citare alcuni dei tanti premi (in totale è stato premiato 182 volte e nominato 321).
Williams ha anche composto numerosi concerti classici e altre opere per ensemble orchestrali e strumenti solisti. Ha servito come direttore principale dei Boston Pops dal 1980 al 1993 ed è il suo direttore di orchestra vincitore. Altre opere di Williams includono il tema principale per i giochi Olimpici estivi del 1984,NBC Sunday Night Football, il tema "The Mission" utilizzato da NBC News e Seven News in Australia, la serie televisiva Lost in space prodotta dal 1965 al 1968, e la serie televisiva Land of the Giants e la musica di scena per le prime due stagioni di L'isola di Gilligan. Williams ha annunciato il suo ritiro dalla composizione di colonne sonore dopo l'uscita di Indiana Jones e il Quadrante del Destino nel 2023; successivamente però ha annullato la sua decisione.
È considerato un'icona della cultura musicale statunitense, spesso considerato come il più grande compositore di colonne sonore cinematografiche nonché l'ideatore della colonna sonora del Millennio (ovvero quella dei noti film di Star Wars). Ogni suo concerto ha un massimo di tre bis già predisposti. Al termine di ogni concerto si porta umoristicamente le mani giunte all'altezza del volto, in segno di dormire. Quello è il segnale che il concerto è definitivamente terminato.

## Biografia
John Towner Williams nacque da Esther (nata Towner) e Johnny Williams, un batterista e percussionista jazz che suonava con il Raymond Scott Quintet. Ha una sorella maggiore, Joan, e due fratelli più piccoli, Jerry e Don, che suonano nelle sue colonne sonore. Williams disse della sua discendenza: "Mio padre era un uomo del Maine, eravamo molto uniti. Mia madre era di Boston. I genitori di mio padre gestivano un grande magazzino a Bangor, nel Maine, e il padre di mia madre era un ebanista". Johnny Williams collaborò con Bernard Herrmann e suo figlio a volte si univa a lui durante le prove.
Nel 1948, la famiglia Williams si trasferì a Los Angeles dove John frequentò la North Hollywood High School, diplomandosi nel 1950. In seguito frequentò l'Università della California, Los Angeles, e studiò composizione privatamente con il compositore italiano Mario Castelnuovo-Tedesco. Williams frequentò anche il Los Angeles City College per un semestre, poiché la scuola aveva una Studio Jazz Band.

### Formazione e carriera musicale

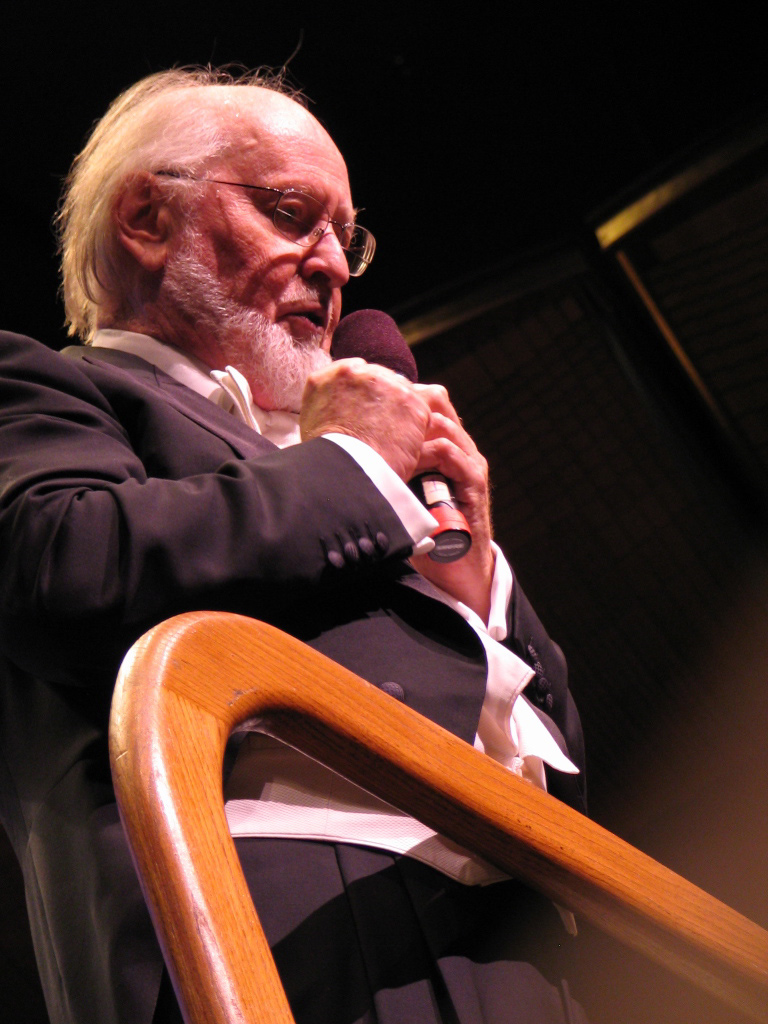
John Williams nel 2007

Williams a sette anni incomincia a studiare musica e a suonare il pianoforte, il trombone, la tromba e il clarinetto. Dimostra un talento precoce, iniziando a comporre per le bande scolastiche prima e per l'aviazione americana poi, durante il servizio militare. A diciannove anni viene premiato per la prima volta per una sua composizione originale, una sonata per piano. Dopo gli studi di composizione a Hollywood torna a New York, dove si iscrive alla Juilliard School of Music nel corso di pianoforte. In questo periodo, negli anni 1956 e 1958, inizia a lavorare come pianista jazz in vari club newyorchesi e successivamente come arrangiatore e direttore per alcune etichette discografiche jazz.
Inizia la sua carriera di compositore per alcuni programmi televisivi nel 1960, conquistando già 2 Emmy Award. Torna di nuovo a Los Angeles, dove lo aspetta una promettente carriera da compositore nella scena hollywoodiana. Inizialmente troverà lavoro come pianista, collaborando per serie TV e film come Peter Gunn, South Pacific, A qualcuno piace caldo e Il buio oltre la siepe. All'età di 24 anni Williams entra a fare parte dello staff di arrangiatori della 20th Century Fox orchestrando partiture. Williams collaborò anche con alcune star della musica pop, come Vic Damone, Mahalia Jackson e Doris Day.
Tra gli anni sessanta e settanta Williams riprende la carriera di compositore e arrangiatore per colonne sonore, debuttando come compositore di musica da film, dato che fino ad allora aveva solo composto per la televisione. Alcune delle colonne sonore che risalgono a questo periodo sono Heidi, Jane Eyre nel castello dei Rochester e Because they're Young. Gli anni settanta e ottanta saranno il picco del successo di John Williams, aggiudicandosi il titolo di Re delle colonne sonore per film catastrofici dalla critica per i film Terremoto, L'inferno di cristallo e L'avventura del Poseidon per i quali riceverà nomination a due Golden Globe e due premi Oscar per la migliore colonna sonora, attirando l'attenzione di Steven Spielberg che lo chiamerà a comporre le musiche del film che stava sviluppando: Sugarland Express. Da questo momento Williams inizierà una solida amicizia con il regista e una continua collaborazione. Dopo il successo di Lo squalo, con cui Williams vince per la seconda volta un Academy Award, giunge il grande successo con la colonna sonora per la quale vince il terzo Premio Oscar: Guerre stellari. Dopo questa grande vittoria Williams dimostrerà ancora una volta il suo talento nelle musiche di Incontri ravvicinati del terzo tipo, Superman e I predatori dell'arca perduta. Il suo quarto Oscar sarà derivato dalla colonna sonora di E.T. l'extra-terrestre nel 1982.
Negli anni novanta Williams riscuoterà ancora molto successo, con le musiche di Jurassic Park, Schindler's List - La lista di Schindler, Mamma, ho perso l'aereo e Mamma, ho riperso l'aereo: mi sono smarrito a New York, Sette anni in Tibet e Salvate il soldato Ryan. Nel 1999 inizia l'avvio della trilogia prequel di Guerre stellari con Star Wars: Episodio I - La minaccia fantasma, con cui Williams riaccenderà la creatività che lo ha illuminato negli anni settanta con la vecchia trilogia e che si porterà dietro nel film Harry Potter e la pietra filosofale di Chris Columbus. Per la saga di Harry Potter comporrà le musiche solo dei successivi due capitoli mentre nel 2002 e nel 2005 curerà la musica degli ultimi due capitoli della trilogia prequel di Guerre stellari e di La guerra dei mondi, Munich e l'ultimo capitolo della saga di Indiana Jones: Il regno del teschio di cristallo. Nel 2002, in onore dei vent'anni dalla realizzazione di E.T. l'extra-terrestre, Williams ha stabilito un primato: durante la proiezione del film rimasterizzato e restaurato ha condotto un'orchestra dal vivo, suonando l'intera colonna sonora in sincrono con il film. Negli ultimi anni 2010-2015 Williams ha composto le musiche dei film War Horse, Lincoln e Storia di una ladra di libri aggiudicandosi per ognuno la nomination all'Oscar. Nel dicembre 2015 torna sugli schermi la saga di Guerre stellari con il film Star Wars - Il risveglio della Forza, pellicola che sancisce anche il ritorno di Williams alla colonna sonora. Ha composto la colonna sonora anche per i successivi capitoli, ovvero Star Wars - Gli ultimi Jedi e Star Wars - L'ascesa di Skywalker.
Il 18 e 19 gennaio 2020 ha diretto i Wiener Philharmoniker con Anne-Sophie Mutter al violino solista in concerto, eseguendo musiche tratte dalle colonne sonore da lui stesso composte (per esempio Harry Potter, Star Wars, Indiana Jones, Jurassic Park). La registrazione del concerto, John Williams in Vienna, pubblicata dalla Deutsche Grammophon, è divenuta l'album di musica per orchestra più venduto del 2020, raggiungendo la prima posizione nelle classifiche di numerosi Paesi.
Dal 14 al 16 ottobre 2021 Williams ha diretto i Berliner Philharmoniker (con Bruno Delepelaire al violoncello solista) per tre concerti; si è trattato del secondo ingaggio di Williams con un'orchestra europea (dopo quello con i Wiener Philharmoniker dell'anno prima) e del suo debutto con la Filarmonica di Berlino. I concerti sono stati registrati, come quelli dell'anno prima, dalla Deutsche Grammophon e l'album risultante, John Williams: the Berlin Concert verrà pubblicato nel febbraio 2022 nell'ambito di una serie di celebrazioni per il novantesimo compleanno del compositore.
Il 12 e il 13 marzo è ritornato al Musikverein di Vienna per dirigere di nuovo i Wiener Philharmoniker
Il 12 dicembre 2022, all'età di 90 anni, ha diretto il suo primo storico concerto in Italia, al Teatro alla Scala di Milano.

## Vita privata
Il padre Johnny Williams era, oltre che un trombettista jazz, anche un apprezzato percussionista. Ha due fratelli, Jerry e Don, e una sorella, Joan. È sposato con la fotografa Samantha Winslow e ha tre figli avuti dalla prima moglie, Barbara Ruick, morta nel 1974: Joseph, Mark (entrambi musicisti) e Jennifer. Joseph Williams, oltre a essere un cantante solista, è un componente dei Toto.

## Opere

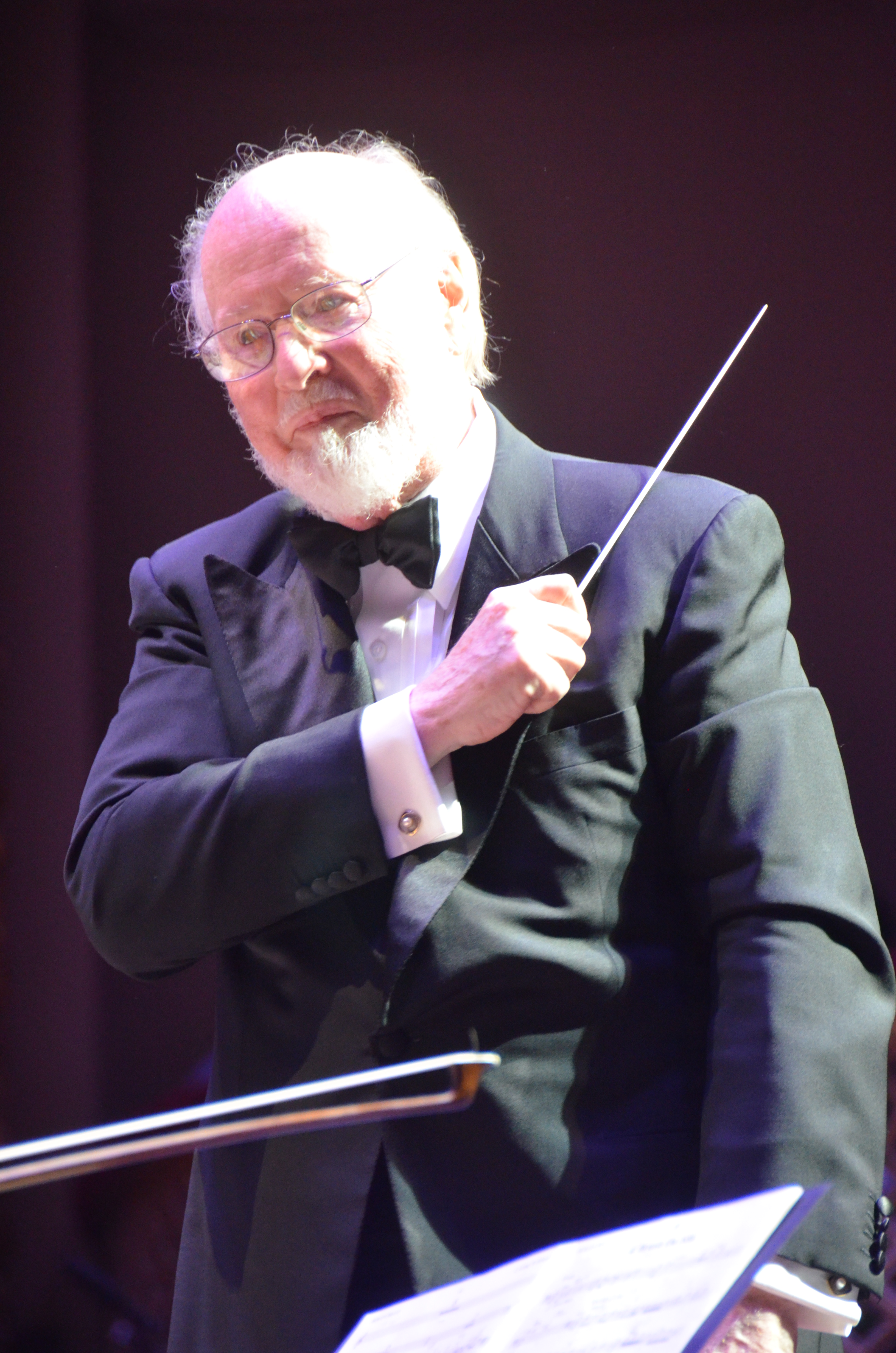
Williams durante la conduzione di un concerto di musica da film con la Boston Pops Orchestra nel 2011

Il genere musicale di Williams è considerato dalla critica una forma di neoromanticismo. La produzione, che consta di ben 366 album di colonne sonore, spazia dal cinema alle Olimpiadi e alle serie tv, oltre a brani sinfonici e concerti per strumento solista. Ha scritto tutte le colonne sonore dei film del regista Steven Spielberg, tranne quelle di Duel, di Ai confini della realtà, Il ponte delle spie, Ready Player One, e alcune di Il colore viola. Particolarmente interessante è la colonna sonora composta per E.T. l'extra-terrestre; l'ultima traccia, di quindici minuti circa, è stata composta in stretta collaborazione con il regista, che in alcuni punti ha operato specifici tagli e montaggi, per adattarsi al crescendo musicale ed emotivo.
Fondamentale è il contributo musicale prodotto per la saga di Guerre stellari del 1977; il successo della colonna sonora, completamente sinfonica, ha ridato grande impulso e slancio al successivo utilizzo di musica sinfonica (talvolta affidandosi a celebri orchestre) nei film. Ha composto anche le musiche per gli altri film della saga di Guerre stellari del 1980, 1983, 1999, 2002, 2005, 2015, 2017 e 2019 componendo anche il tema per lo spin-off del 2018 e la miniserie tv del 2022. Nel 2019
Williams ha composto una colonna sonora per il parco a tema di Star Wars chiamato Galaxy's Edge che gli è valso un Grammy Award l'anno successivo.
Dal gennaio del 1980 al dicembre del 1993 è stato il diciannovesimo direttore della Boston Pops Orchestra, portando i propri lavori del campo della musica cinematografica sul palco della Boston Symphony Hall annualmente. Tuttora una volta all'anno torna a dirigere come ospite d'eccezione la BPO.
Di rilievo sono anche le colonne sonore per successi cinematografici quali Superman, Jurassic Park, la saga di Indiana Jones nonché il tema musicale di Harry Potter.
Di Williams sono anche le celebri musiche dei primi due capitoli della saga di Lo squalo, e di film quali A.I. - Intelligenza artificiale, Nato il quattro luglio, The Terminal, Sette anni in Tibet, La guerra dei mondi, Salvate il soldato Ryan e Prova a prendermi. Il film Incontri ravvicinati del terzo tipo è probabilmente uno dei rarissimi casi in cui la musica è stata composta prima della realizzazione del film.
Negli anni 2010 ha composto le musiche di Le avventure di Tintin - Il segreto dell'Unicorno, War Horse e Lincoln, ottenendo per ogni film la nomination all'Oscar alla migliore colonna sonora.

### Anni 1950
- 1952 - Today (serie tv)
- 1954 - You are Welcome (speciale tv perduto)
- 1957 - Playhouse 90 (serie tv)
- 1957 - Tales of Wells Fargo (serie tv)
- 1957 - Una ragazza ed una pistola (My Gun Is Quick) (non accreditato)
- 1957 - Bachelor Father (serie tv)
- 1957 - Wagon Train (serie tv)
- 1957 - Il tenente Ballinger (M Squad) (serie tv come Johnny Williams)
- 1958 - Daddy-O-
- 1958 - Agguato nei Caraibi (non accreditato)
- 1958 - Cento colpi di pistola (come Johnny Williams)
- 1959 - Gidget
- 1959 - La città nella paura (non accreditato)

### Anni 1960
- 1960 - La negra bianca (I Passed for White)
- 1960 - Dalla terrazza (come Jonny Williams)
- 1960 - Because They're Young
- 1960 - Scacco matto (serie tv)
- 1960 - I magnifici sette (The Magnificent Seven) (non accreditato)
- 1961 - Le vie segrete (The Secret Ways) (come Johnny Williams)
- 1961 - Kraft Mystery Theater (serie tv come Johnny Williams)
- 1961 - Alcoa Premiere (serie tv come Johnny T. Williams)
- 1962 - L'appartamento dello scapolo (Bachelor Flat)
- 1962 - Il virginiano (The Virginian) (serie tv)
- 1962 - The Wide Country (serie tv)
- 1962 - Empire (serie tv)
- 1963 - Il dominatore (Diamond Head)
- 1963 - Gidget a Roma (Gidget Goes to Rome) (come Johnny Williams)
- 1963 - Bob Hope Presents the Chrysler Theatre (serie tv)
- 1964 - Gilligan's Island (serie tv come Johnny Williams)
- 1964 - Nightmare in Chicago (tv)
- 1964 - Contratto per uccidere (The Killers) (come Johnny Williams)
- 1965 - The Katherine Reed Story
- 1965 - La tua pelle o la mia (None But the Brave) (come Johnny Williams)
- 1965 - A braccia aperte (John Goldfarb, Please Come Home!)
- 1965 - Lost in Space (serie tv, come Johnny Williams)
- 1966 - Rancho Bravo (The Rare Breed) (come Johnny Williams)
- 1966 - The Kraft Summer Music Hall (serie tv)
- 1966 - Come rubare un milione di dollari e vivere felici (How to Steal a Million) (come Johnny Williams)
- 1966 - I dominatori della prateria (The Plainsman) (come Johnny Williams)
- 1966 - The Tammy Grimes Show (serie tv)
- 1966 - Kronos - Sfida al passato (The Time Tunnel) (serie tv come Johnny Williams)
- 1966 - Due assi nella manica (Not with My WifeYou Don't!) (come Johnny Williams)
- 1966 - Penelope, la magnifica ladra
- 1967 - Una guida per l'uomo sposato (A Guide for the Married Man) (come Johnny Williams)
- 1967 - Ghostbreakers (tv)
- 1967 - La valle delle bambole (Valley of the Dolls)
- 1967 - Ladri sprint (Fitzwilly) (come Johnny Williams)
- 1968 - Il sergente Ryker (Sergeant Ryker)
- 1968 - Land of the Giants (serie tv)
- 1968 - Heidi (tv)
- 1968 - Saturday Adoption (tv)
- 1969 - Minuto per minuto senza respiro (Daddy's Gone A-Hunting)
- 1969 - Boon il saccheggiatore (The Reivers)
- 1969 - Goodbye Mr. Chips

### Anni 1970
- 1970 - NBC Nightly News (tv)
- 1970 - Storia di una donna
- 1970 - Jane Eyre nel castello dei Rochester (Jane Eyre)
- 1971 - Il violinista sul tetto (Fiddler on the Roof)
- 1971 - The Beguiled: The Storyteller (cortometraggio documentario)
- 1972 - I cowboys (The Cowboys)
- 1972 - Qualcuno chiede aiuto (The Screaming Woman) (tv)
- 1972 - Images
- 1972 - L'avventura del Poseidon (The Poseidon Adventure)
- 1972 - Un marito per Tillie (Pete 'n' Tillie) (come John T. Williams)
- 1973 - Il lungo addio (The Long Goodbye)
- 1973 - Un grande amore da 50 dollari (Cinderella Liberty)
- 1973 - The Paper Chase
- 1973 - L'uomo che amò Gatta Danzante (The Man Who Loved Cat Dancing)
- 1973 - Tom Sawyer
- 1974 - Giovani Cowboys (The Cowboys) (serie tv)
- 1974 - Conrack
- 1974 - Sugarland Express (The Sugarland Express)
- 1974 - Terremoto (Earthquake)
- 1974 - L'inferno di cristallo (The Towering Inferno)
- 1975 - Assassinio sull'Eiger (The Eiger Sanction)
- 1975 - Lo squalo (Jaws)
- 1976 - Complotto di famiglia (Family Plot)
- 1976 - Missouri (The Missouri Breaks)
- 1976 - La battaglia di Midway (Midway)
- 1977 - Black Sunday
- 1977 - Guerre stellari (Star Wars)
- 1977 - Incontri ravvicinati del terzo tipo (Close Encounters of the Third Kind)
- 1978 - Fury (The Fury)
- 1978 - Lo squalo 2 (Jaws 2)
- 1978 - Superman
- 1979 - Dracula
- 1979 - 1941 - Allarme a Hollywood (1941)

### Anni 1980
- 1980 - Superman II (miscela musicale e tema originale)
- 1980 - L'Impero colpisce ancora (The Empire Strikes Back)
- 1981 - I predatori dell'arca perduta (Raiders of the Lost Ark)
- 1981 - Heartbeeps
- 1982 - Aliens From Another Planet (film tv come Johnny Williams)
- 1982 - E.T. l'Extra-Terrestre (E.T. the Extra-Terrestrial)
- 1982 - Yes, Giorgio
- 1982 - Monsignore (Monsignor)
- 1983 - Il ritorno dello Jedi (Return of the Jedi)
- 1983 - Superman III (Tema principale)
- 1984 - Indiana Jones e il tempio maledetto (Indiana Jones and the Temple of Doom)-
- 1984 - L'avventura degli Ewoks
- 1984 - Il fiume dell'ira (The River)
- 1985 - Droids Adventures (serie animata)
- 1986 - Space Camp - Gravità zero (SpaceCamp)
- 1987 - Star Tours (attrazione dei parchi di divertimenti Disney)
- 1987 - Le streghe di Eastwick (The Witches of Eastwick)
- 1987 - Superman IV (Superman IV: The Quest for Peace) (temi di John Williams, musica composta da Alexander Courage)
- 1987 - L'impero del sole (Empire of the Sun)
- 1988 - Turista per caso (The Accidental Tourist)
- 1989 - Indiana Jones e l'ultima crociata (Indiana Jones and the Last Crusade)
- 1989 - Nato il quattro luglio (Born on the Fourth of July)
- 1989 - Always - Per sempre (Always)-

### Anni 1990
- 1990 - Lettere d'amore (Stanley & Iris)
- 1990 - The Bakery (film per la TV)
- 1990 - Caccia a Ottobre Rosso (The Hunt for Red October)
- 1990 - Presunto innocente (Presumed Innocent)
- 1990 - Mamma, ho perso l'aereo (Home Alone)
- 1991 - Hook - Capitan Uncino (Hook)
- 1991 - JFK - Un caso ancora aperto (JFK)
- 1992 - Cuori ribelli (Far and Away)
- 1992 - Mamma, ho riperso l'aereo: mi sono smarrito a New York (Home Alone 2: Lost in New York)
- 1992 - Black Harvest (documentario)
- 1993 - Da qualche parte in California (cortometraggio)
- 1993 - Jurassic Park
- 1993 - Schindler's List - La lista di Schindler
- 1995 - Sabrina
- 1995 - Gli intrighi del potere - Nixon (Nixon)
- 1995 - Un alveare d'avventure per l'ape Magà (Honeybee Hutch)
- 1996 - The Olympic Torch Relay (tv)
- 1996 - Sleepers
- 1997 - Rosewood
- 1997 - Il mondo perduto - Jurassic Park (The Lost World: Jurassic Park)
- 1997 - Sette anni in Tibet (Seven Years in Tibet)
- 1997 - Amistad
- 1998 - Salvate il soldato Ryan (Saving Private Ryan)
- 1998 - Nemiche amiche (Stepmom)
- 1999 - Star Wars - Episodio I - La minaccia fantasma (Star Wars: Episode I - The Phantom Menace)
- 1999 - Le ceneri di Angela (Angela's Ashes)
- 1999 - The Unfinished Journey (documentario)

### Anni 2000
- 2000 - Il patriota (The Patriot)
- 2001 - A.I. - Intelligenza artificiale (Artificial Intelligence: AI)
- 2001 - Jurassic Park III (miscela musicale)
- 2001 - Harry Potter e la pietra filosofale (Harry Potter and the Philosopher's Stone)
- 2002 - Star Wars - Episodio II - L'attacco dei cloni (Star Wars: Episode II - Attack of the Clones)
- 2002 - Minority Report
- 2002 - Harry Potter e la camera dei segreti (Harry Potter and the Chamber of Secrets)
- 2002 - Prova a prendermi (Catch Me If You Can)
- 2003 - Star Wars: Clone Wars (serie tv di animazione)
- 2004 - Harry Potter e il prigioniero di Azkaban (Harry Potter and the Prisoner of Azkaban)
- 2004 - The Terminal
- 2004 - Due fratelli ( Deux frères)
- 2005 - Star Wars - Episodio III - La vendetta dei Sith (Star Wars: Episode III - Revenge of the Sith)
- 2005 - La guerra dei mondi (War of the Worlds)
- 2005 - Memorie di una geisha (Memoirs of a Geisha)
- 2005 - Munich
- 2005 - Zathura - Un'avventura spaziale
- 2006 - Superman II: The Richard Donner Cut (edizione DVD speciale)
- 2006 - Superman Returns (musiche di John Ottman, tema principale di John Williams)
- 2008 - Star Wars: The Clone Wars (serie tv di animazione)
- 2008 - Indiana Jones e il regno del teschio di cristallo (Indiana Jones and the Kingdom of the Crystal Skull)

### Anni 2010
- 2011 - Le avventure di Tintin - Il segreto dell'Unicorno (The Adventures of Tintin)
- 2011 - War Horse
- 2011 - Jurassic Park: The Game (videogioco per Pc, Playstation 3 e Xbox 360)
- 2012 - Lincoln
- 2013 - Storia di una ladra di libri (The Book Thief)
- 2014 - Star Wars Rebels (serie tv di animazione)
- 2014 - The Beat Beneath My Feet
- 2015 - Star Wars - Il risveglio della Forza (Star Wars: The Force Awakens)
- 2015 - Jurassic World (miscela musicale)
- 2016 - Il GGG - Il grande gigante gentile (The BFG)
- 2017 - Dear Basketball (cortometraggio d'animazione)
- 2017 - Star Wars - Gli ultimi Jedi (Star Wars: The Last Jedi)
- 2017 - The Post
- 2018 - Jurassic World - Il regno distrutto (tracce 5 e 12 assieme a Michael Giacchino)
- 2018 - Solo: A Star Wars Story (Tema)
- 2018 - Star Wars Resistance (serie tv di animazione - Tema)
- 2019 - Star Wars - L'ascesa di Skywalker (Star Wars: The Rise of Skywalker)

### Anni 2020
- 2020 - Jurassic World - Nuove avventure (serie tv di animazione più speciale interattivo)
- 2022 - Obi-Wan Kenobi - miniserie TV (Tema)
- 2022 - Jurassic World - Il dominio (Jurassic World Dominion) (miscela musicale)
- 2022 - The Fabelmans
- 2022 - Star Wars: Tales of the Jedi (miniserie tv antologica)
- 2023 - Indiana Jones e il quadrante del destino (Indiana Jones and the Dial of Destiny)
- 2024 - Jurassic World - Teoria del caos (serie TV di animazione)
- 2024 - Con le musiche di John Williams (Music By John Williams)

## Premi e riconoscimenti
Nel corso della sua carriera ha vinto numerosi premi tra cui 5 Premi Oscar, 4 Golden Globe, 3 Premi Emmy, 7 BAFTA e 26 Grammy Awards.

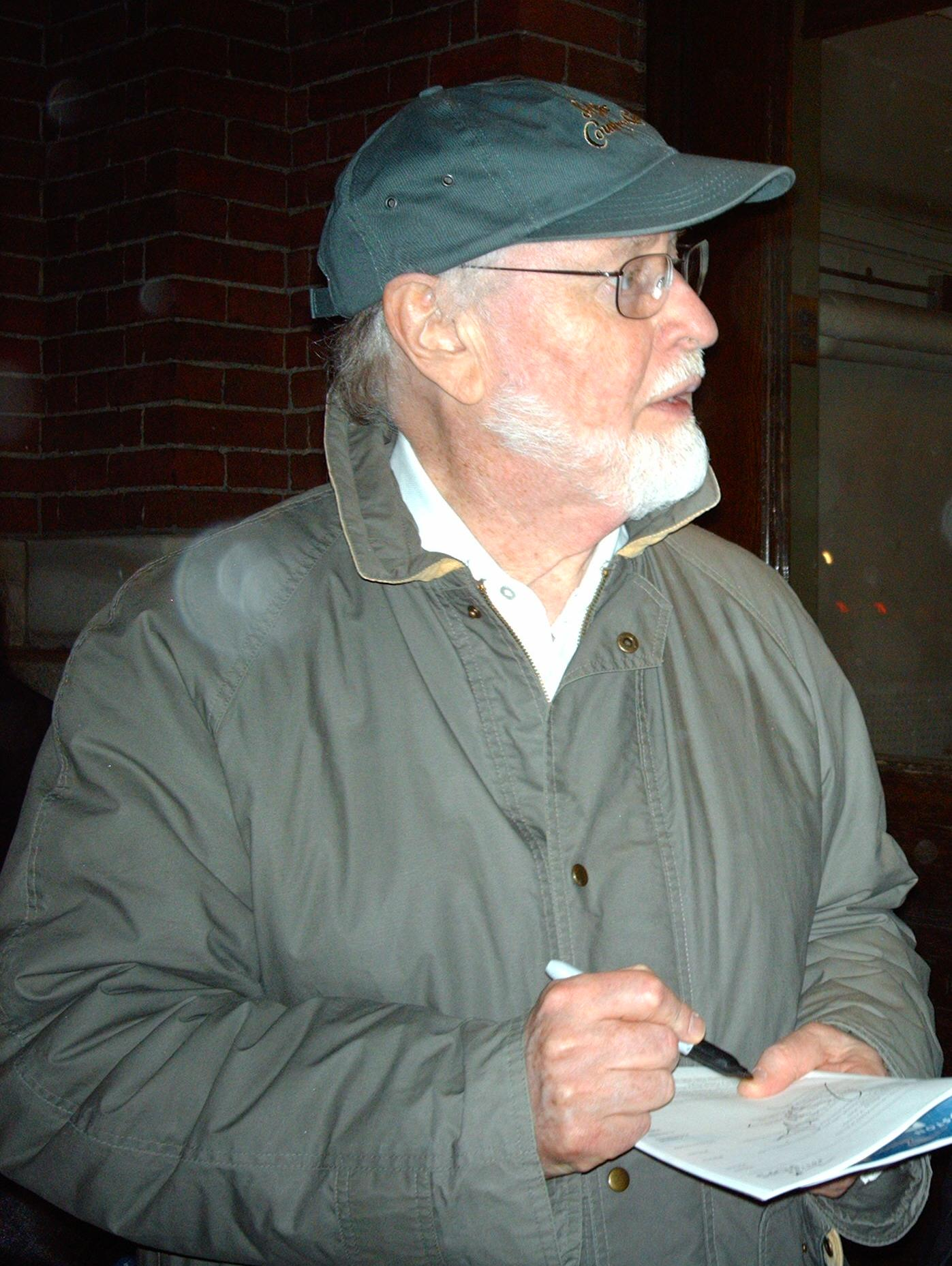
John Williams mentre firma un autografo

Con 54 candidature agli Oscar è anche la seconda persona più candidata dopo Walt Disney (59): di queste, 49 sono per la migliore colonna sonora (record assoluto della categoria) e 5 per la migliore canzone. Inoltre, è la persona con più candidature ancora in vita, la persona più anziana ad essere stata candidata in una categoria competitiva e la persona candidata in più decenni diversi (ben 6).